# Rio Itajaí-Açu
O rio Itajaí-Açu é um curso de água do estado de Santa Catarina, no Brasil.

## Topônimo
O nome "Itajaí-Açu" é de origem tupi e foi adotado pelos índios que ocuparam a Praia de Cabeçudas, no município de Itajaí, estando ligado à formação de pedra conhecida atualmente como Bico do Papagaio. Na sua forma original, esta formação assemelhava-se à cabeça de uma ave, o jaó. Por este motivo, a palavra Itajaí-Açú significa: ita = pedra; jaí = o pássaro, a ave; açu = grande . Ou seja: rio grande do jaó de pedra.[carece de fontes?]
Alternativamente, o nome "Itajaí-açu" pode significar "grande rio repleto de pedras", através da junção dos termos tupis itá ("pedra"), îá ("repleção"),  'y ("rio") e gûasu (" grande").

## Descrição
O Itajaí-Açu é o rio mais importante da mesorregião do Vale do Itajaí. Forma-se no município de Rio do Sul, pela confluência do rio Itajaí do Sul com rio Itajaí do Oeste. Seus maiores afluentes pela margem esquerda são o rio Itajaí do Norte (na divisa de Lontras e Ibirama), o rio Benedito (em Indaial) e o rio Luís Alves (em Ilhota). No município de Itajaí, oito quilômetros antes de sua foz com o oceano Atlântico, o rio Itajaí-Açú recebe as águas do principal afluente pela margem direita: o rio Itajaí-Mirim. Passa, a partir daí, a chamar-se rio Itajaí.
A bacia hidrográfica do rio Itajaí-Açu, está situada no domínio da Mata Atlântica, sendo nela encontrados os mais significativos remanescentes no estado na Serra do Itajaí, que constitui o divisor de águas entre os rios Itajaí-Açu e Itajaí-Mirim. O território da bacia divide-se em três grandes compartimentos naturais - o alto, o médio e o baixo vale - em função das suas características geológicas e geomorfológicas. O alto vale compreende toda a área de drenagem à montante da confluência do rio Hercílio.
Tem sua nascente na serra do Espigão, em Rio do Campo, no Alto Vale do Itajaí, onde o ribeirão Verde, afluente do rio Azul, e este, por sua vez, afluente do rio Itajaí do Oeste. Ao chegar ao município de Rio do Sul vem somar suas águas com o rio Itajaí do Sul e, a partir deste ponto, passa se chamar de rio Itajaí-Açu. [carece de fontes?]

## Municípíos às margens do rio

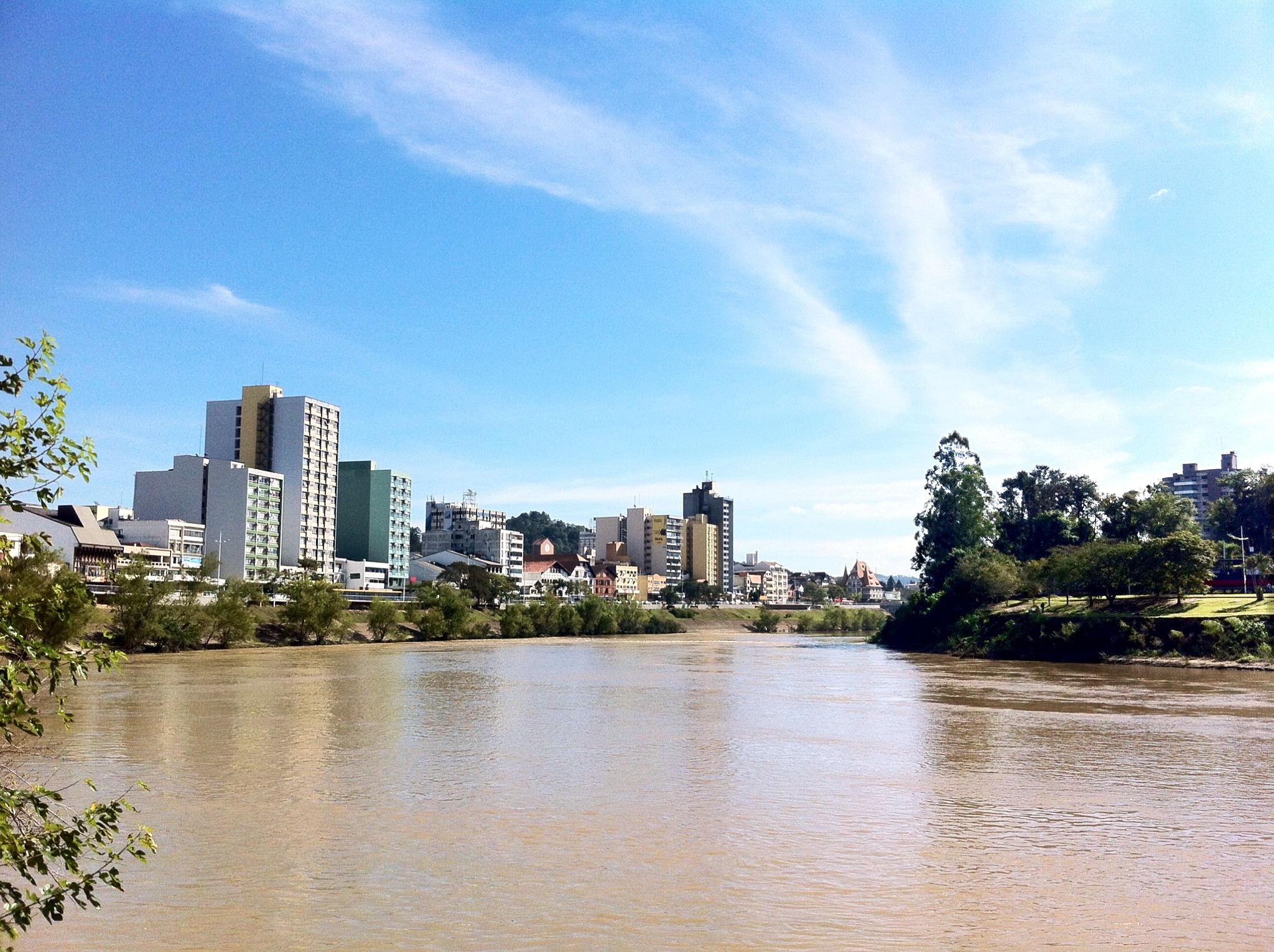
Centro de Blumenau visto da confluência do ribeirão Garcia com o rio Itajaí-Açu

Rodeio (margem esquerda)
- Itajaí (margem direita)
- Navegantes (margem esquerda)
- Ilhota (ambas margens)
- Gaspar (ambas margens)
- Blumenau (ambas margens)
- Indaial (ambas margens)
- Ascurra (ambas margens)
- Apiúna (ambas margens)
- Ibirama (ambas margens)
- Lontras (ambas margens)
- Rio do Sul (ambas margens)
- Aurora (ambas margens)
- Ituporanga (ambas margens)